# يو أس أفرانش
يونيون سبورتيف أفرانش مونت سانت ميشيل (بالفرنسية: L’Union Sportive Avranches Mont Saint Michel)‏ هو نادٍ فرنسي لكرة القدم يقع في أفرانش في مقاطعة المانش، وقد تأسس عام 1897. منذ عام 2014 يلعب في الدوري الفرنسي الدرجة الثالثة.

## التاريخ
وصلت كرة القدم إلى أفرانش في منتصف القرن التاسع عشر، بسبب تدفق المهاجرين البريطانيين الذين جلبوا عاداتهم وأسلوب حياتهم إلى المنطقة. في عام 1895، شكل بول ليبيديل وأوغست ديكلوس، بموافقة هنري جوجون، جمعية سبورتيف دو كوليج دي أفانش. وكان النادي يضم عدة أقسام رياضية منها الجمباز والمبارزة والرماية لكن النادي تخصص في كرة القدم. كان معظم اللاعبين من الطلاب الذين التحقوا بالجامعة واللاعبين الذين يعيشون في مكان قريب. عانى النادي من صعوبات بعد مباراة ضد ستاد رين، بعد وصول اللاعبين الخارجيين إلى النادي بعد المباراة. تسبب هذا في غضب كبير من أولياء أمورهم وأولياء أمورهم، وفي النهاية، اضطر النادي إلى التخلي عن اللاعبين من خارج الجامعة. نتيجة لذلك، خلص رجل يدعى ألكسندر ليجراند إلى أن اللاعبين من خارج الجامعة يجب أن يشكلوا ناديهم الخاص. بعد المناقشات، تم تشكيل النادي في أبريل 1897 باسم يونيون سبورتيف أفرانش. بسبب مساهمته، أصبح ليجراند كأمين صندوق النادي. تنافس النادي بشكل أساسي ضد الكليات المحلية في أفرانش ولعب أول مباراة رسمية له ضد أس دو كوليج دو فير.